# Ambrosius Reuden

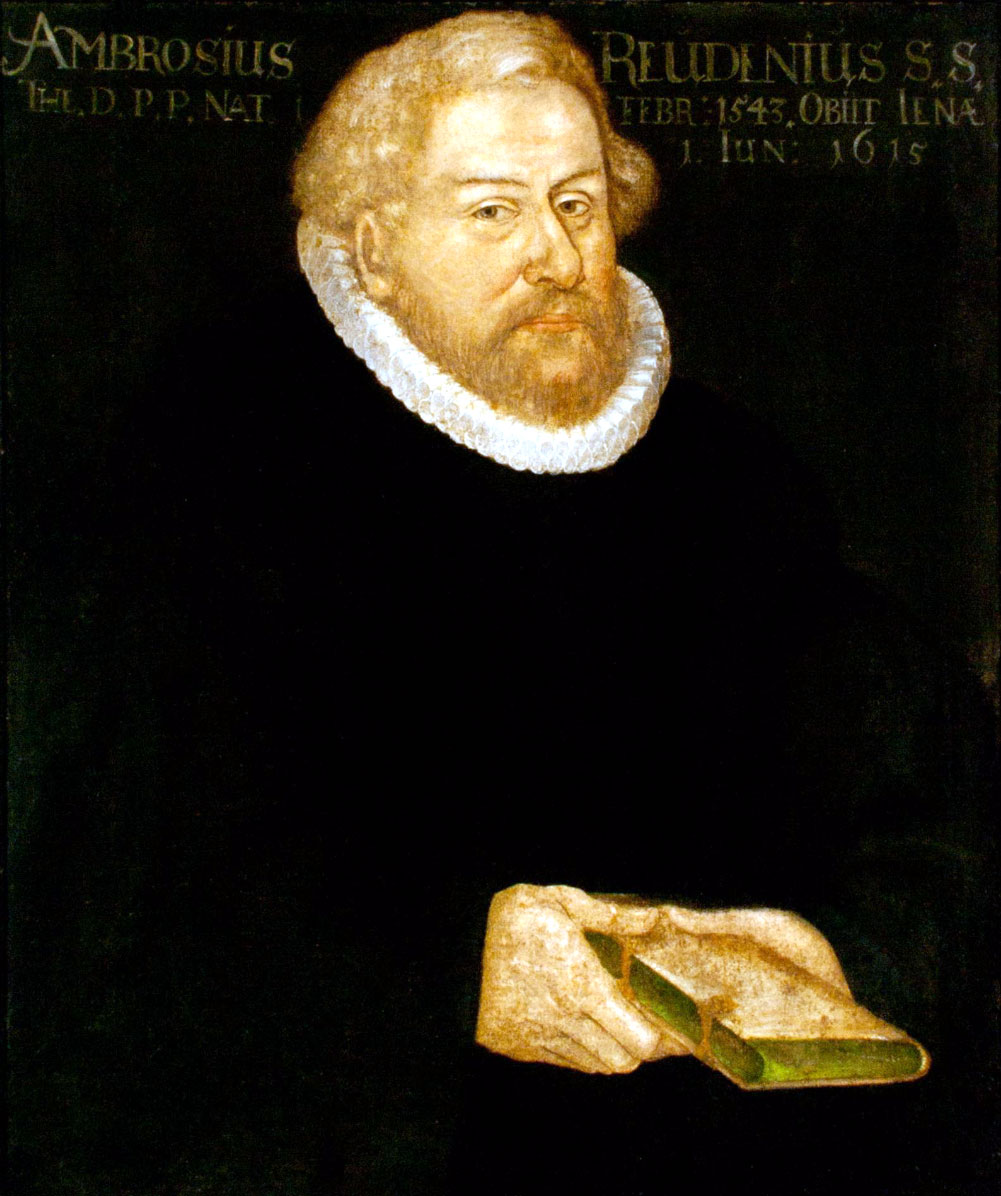
Ambrosius Reuden

Ambrosius Reuden (auch: Reudenius oder Rudenius; * 1. Februar 1543 in Groitzsch; † 1. Juni 1615 in Jena) war ein deutscher Orientalist und lutherischer Theologe.

## Leben
Reuden war der Sohn des Stadtrichters, Ratsherrn und Bürgermeisters in Groitzsch Alexius Reuden und dessen Frau Ursula Geißler. Im Alter von zehn Jahren besuchte er die Schule in Pegau und wechselte als Vierzehnjähriger an die Schule in Mücheln. 1558 setzte er seine Ausbildung in Halle (Saale) und 1559 am Gymnasium in Magdeburg fort. 1565 begann er an der Universität Leipzig ein Studium. Hier absolvierte er zunächst philosophische Vorlesungen, erwarb 1565 das Baccalaureat und 1568 den akademischen Grad eines Magisters der Philosophie. Danach hielt er Vorlesungen und heiratete. 1571 zog er an die Universität Jena, wo er Privatvorlesungen zur Dialektik und Physik hielt.
1572 erhielt er die Professur derselben. Als 1573 große Auseinandersetzungen in Jena entstanden, zog er sich ins Privatleben zurück. Als 1578 die Universität Jena wegen der Pest nach Saalfeld verlegt worden war, übernahm er die Professur des verstorbenen Hieronymus Opitz d. J. für orientalische Sprachen. Da diese Professur im engen Kontext zur theologischen Fakultät stand, promovierte er 1586 an der Universität Wittenberg zum Doktor der Theologie und wurde daraufhin 1596 zum Professor der Theologie in Jena ernannt. Reuden, der auch Dekan der theologischen Fakultät gewesen war, beteiligte sich an den organisatorischen Aufgaben der Jenaer Hochschule und war in den Wintersemestern 1587, 1593 1599, 1603 sowie 1609 Rektor der Alma Mater.

## Familie
Reuden heiratete 1570 in Altenburg Eva Chilian (* 1550 in Altenburg; † 2. Mai 1620 in Jena), die Tochter des Rektors Michael Chilian (* Nürnberg; † 14. September 1576) und dessen Frau Anna Spalatin (* 16. Januar 1532 in Altenburg; † 1607, begr. 15. Januar 1607), eine Tochter des Georg Spalatin. Von den Kindern kennt man:
- Andreas Reuden (* 10. Mai 1580; † jung)
- Friedrich Reuden (* 8. November 1582 in Jena; † 14. Januar 1608 ebd.)
- Michael Reuden (Reudenius) (* 1571 in Jena) wurde Mediziner, Stadtphysikus Schlaggenwald in Böhmen und Karlsbad, dann Hof Bamberg; † nach 1626, verheiratet 1600 in Jena mit Elisabeth, Tochter des Ratsherrn Michael Langenhan (Langenhain) in Gotha.[1]
- Catharina Reuden verh. 16. Februar 1596 Theologen Peter Piscator (* 7. April 1571 in Hanau; † 10. Januar 1611 in Jena)
- Dorothea Susanna Reuden
- Anna Maria Reuden verh. 28. August 1610 promovierter Mediziner Johann Adam Schwarz (* Sulzbach † 8. Februar 1620 in Weimar)
- Barbara Reuden verh. 25. Januar 1619 dem (1620–1631 Pfarrer in Gaberndorf, 1631 – 1648 Pf. Crawinkel, abgesetzt) Mag. Zacharis Günther

## Werke (Auswahl)
- Libellus de Philosophia. Jena 1579 (bildsuche.digitale-sammlungen.de).
- Compendium Grammaticae, Ebraicae. Wittenberg 1586 (bildsuche.digitale-sammlungen.de).
- Disp de Deo ac tribus personis in genere positiones sacrae. 1589 (bildsuche.digitale-sammlungen.de).
- Disp. de Deo patre. Jena 1590.
- Catechisin theologica. Jena 1590, 1601.
- Sciagraphia loci de poenitentia ejusque fructibus. Jena 1591.
- Librum de persona de Christo. Jena 1592.
- Drey Schrifften, wie sich ein Christ nach Gotttes Wort gegen  Sacramentirer und ihre falsche Lehre verhhalten soll. Jena 1593.
- Oratio de personarum Academicarum officio. Jena 1594.
- Isagogen grammaticam in Hebraeam linguam. Wittenberg 1594, 1604, Jena 1613 (books.google.de).
- Diss. de persona Christi. Jena 1594.
- Oratio de personarum Academicarum officio. Jena 1594.
- Synopsis controversi loci de baptismo et coena Domini. Jena 1596.
- Zwo Predigten über Joh. 21 v15-25. Jena 1597.
- Isagogen biblicam. Hamburg 1601.
- Oeconomia testamenti veteris et novi. Leipzig 1603 (books.google.de).
- Analysin Methodica Epist. Pauli ad Romanos Corinthios, Galatas et Ephesios. Jena 1603.
- Prosodia. Jena 1608.
- Diss. theol. de persona Jesu Christi servatoris nostri. Jena 1605.
- Libellus de Philosophia, ex Aritotele ejusque interpretibus collectus, imprimis vero ex correctionibus Simonis Simonii. Jena 1608.
- Libellum de philosophia. Jena 1608.
- Predigt von der Herrlichkeit Christi. Leipzig 1609.